# Помпонеско
Помпонеско (італ. Pomponesco) — муніципалітет в Італії, у регіоні Ломбардія, провінція Мантуя.
Помпонеско розташоване на відстані близько 380 км на північний захід від Рима, 125 км на південний схід від Мілана, 31 км на південний захід від Мантуї.
Населення — 1714 осіб (2014).
Щорічний фестиваль відбувається другої неділі липня. Покровитель — Santa Felicita e i 7 martiri.

## Демографія
Населення за роками:

Станом на 1 січня 2023 року в муніципалітеті офіційно проживало 205 іноземців з 18 країн, серед них 29 громадян країн Євросоюзу та 3 громадяни України.

## Сусідні муніципалітети
- Боретто
- Дозоло
- Гуальтієрі
- В'ядана